# ベイサイドプレイス博多埠頭

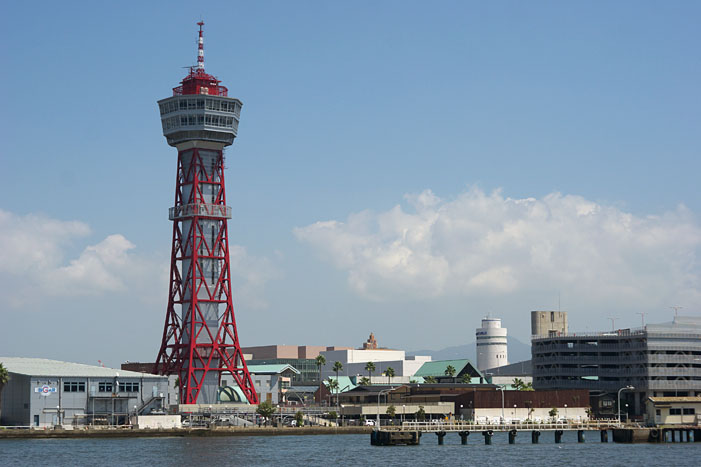
博多ポートタワー

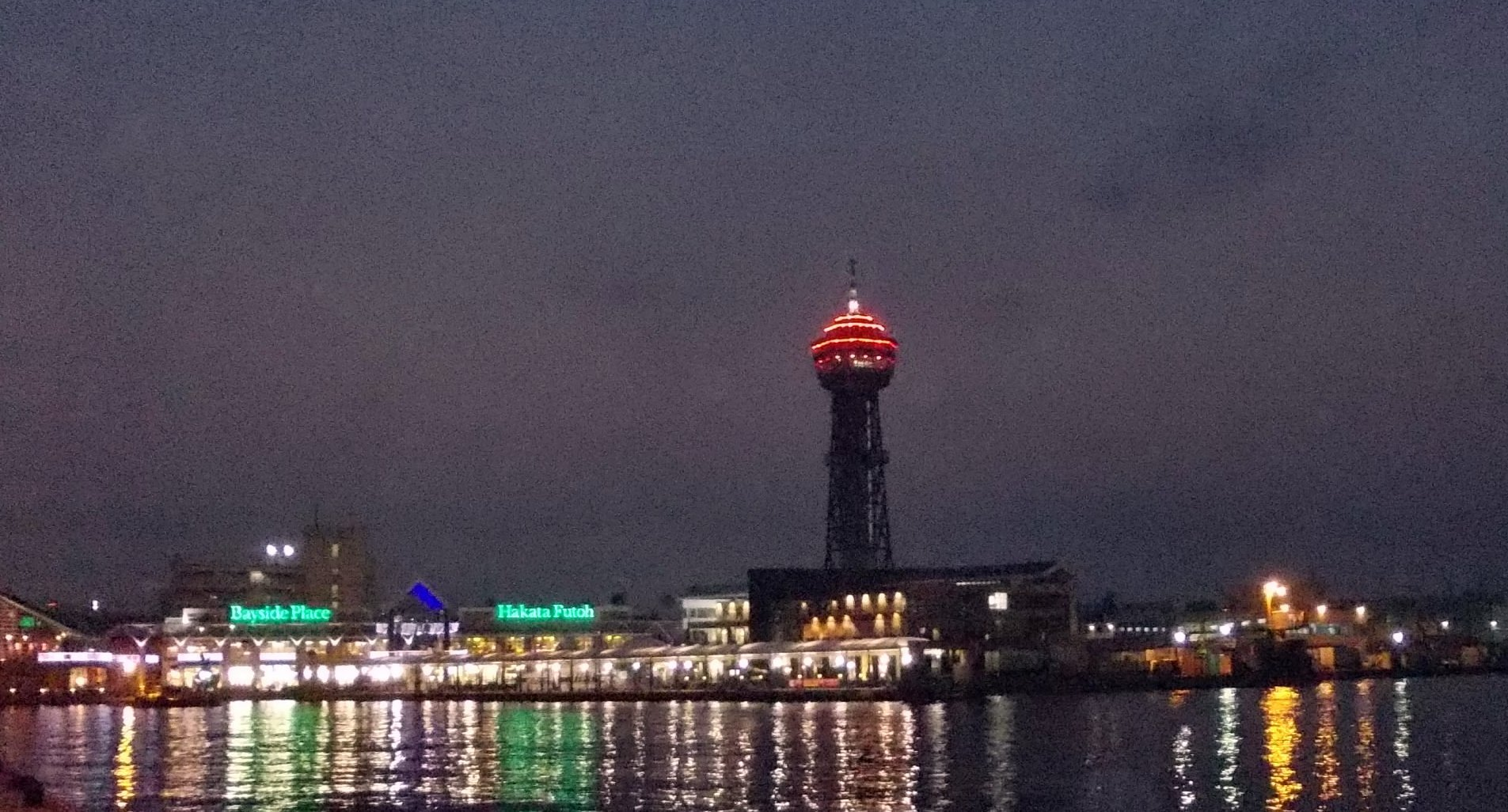
ベイサイドプレイス博多埠頭と博多ポートタワーの夜景 (2011年10月9日撮影)。

ベイサイドプレイス博多埠頭（ベイサイドプレイスはかたふとう、英称：Bay side place Hakata wharf）は、福岡県福岡市博多区築港本町（博多ふ頭）にある複合施設。

## 概要
博多港には複数の埠頭があり、そのうちの1つが博多埠頭である。博多埠頭には2つの旅客ターミナルがあり、第1ターミナルと併設する外食店・雑貨店などテナントの入居する建物がベイサイドプレイス博多である。博多埠頭交番に接するA棟、中央のB棟、第1ターミナルを擁するC棟の3つの棟からなる。一般的には、第1ターミナルとテナントの建物のみならず、博多ポートタワーなど博多埠頭にある施設すべてを総称して「ベイサイドプレイス」と呼ぶ。本項ではこの広義のベイサイドプレイスについて述べる。
施設はウォーターフロントの雰囲気を演出している。総合プロデューサーは浜野安宏。サンフランシスコのフィッシャーマンズワーフを彷彿とするデザインである。
1991年にオープン。経営母体は福岡市が出資する第三セクターのサン・ピア博多であったが、2005年9月に経営破綻（後述）。のちに管理運営は九電工子会社の九電工ネットプロデュースに移行され、現在は株式会社ベイサイドプレイス博多により営業が継続されている。
博多どんたく港祭りでは、1日目の午前に開会の式典が行われる。
2011年3月27日より水上バス「福博みなとであい船」も発着（～天神・福博であい橋・詳細は那珂川 #水上バスを参照）していたが、2014年10月末を以て休止された。

## 施設

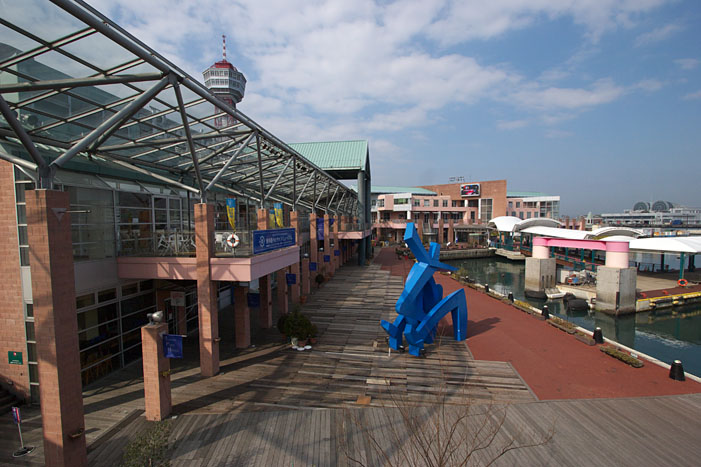
商業施設と桟橋

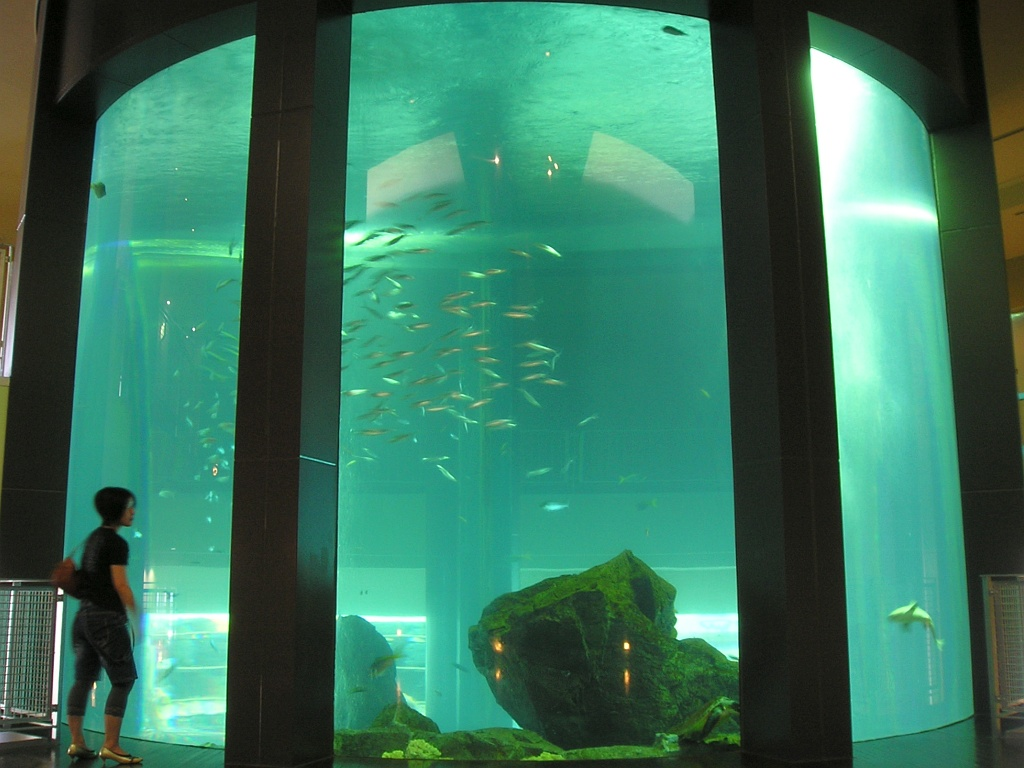
アクアリウム

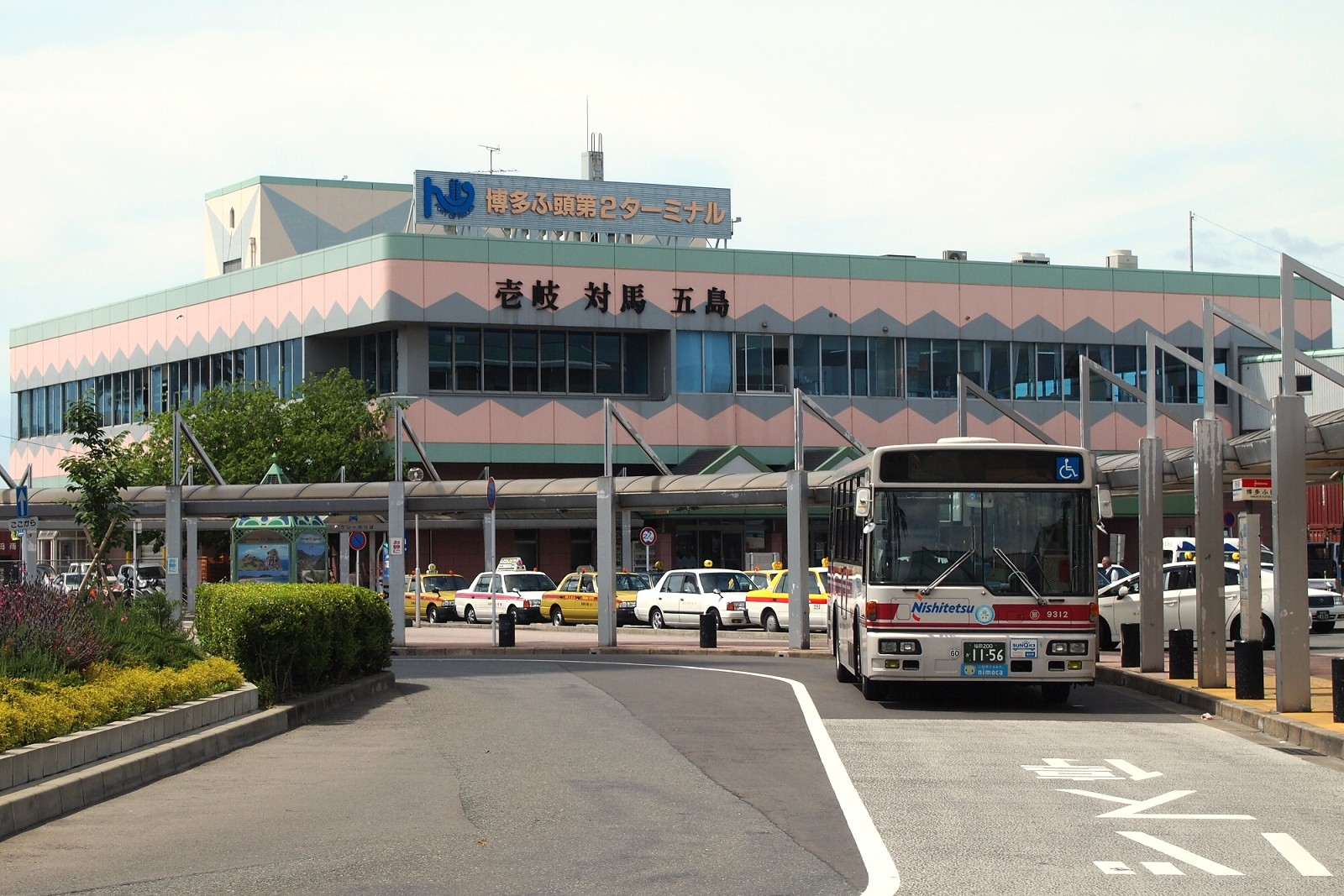
第2ターミナルビル

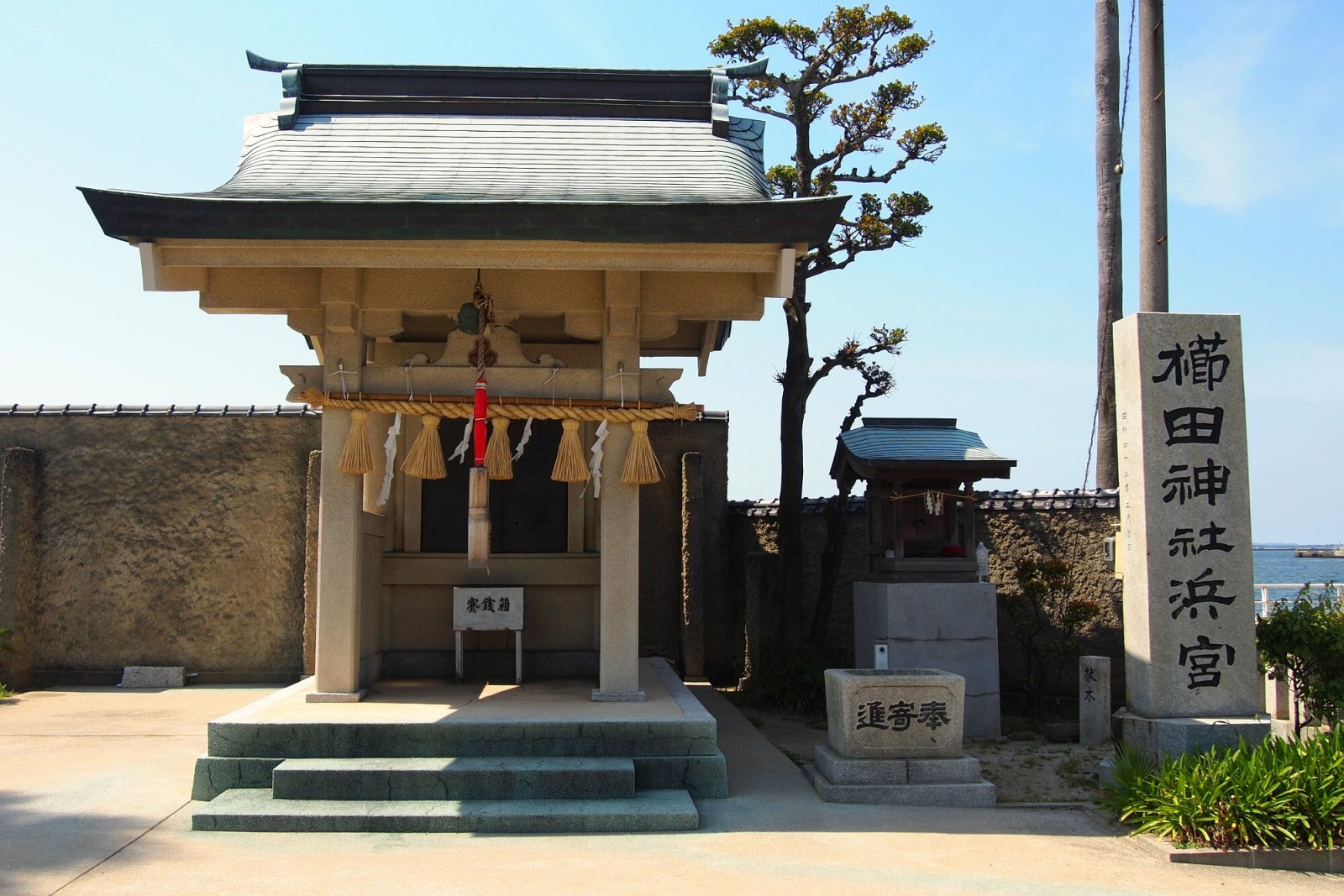
櫛田神社浜宮

旅客航路の詳細は「博多港#旅客航路」を参照。
ベイサイドプレイス博多
- 博多埠頭第1ターミナル

福岡市営渡船の「きんいん・ゆうなみ」（西戸崎・志賀島行き）「みどり丸」（玄界島行き）、安田産業汽船の「うみなかライン」（海の中道ゆき）、九州郵船の壱岐・対馬航路ジェットフォイル「ヴィーナス」などが発着する。桟橋は5バース。
- アクアリウム(C棟)

高さ8m、直径9mの円筒形の水槽。水族館を除いた商業施設内の水槽としては日本最大となる
アクアリウム横の階段の踊り場にはストリートピアノ(グランドピアノ)が置かれている
- ベイサイドホール(A棟2階)

（イベントスペース) 
- ミルキーウェイ(C棟2階)

子供向け遊戯施設
- 飲食店

(リタの農園・フレッシュネスバーガーほか)
- 物販（民芸・売店・雑貨店など）
- 食材スーパー(B棟1階)湾岸市場
- cross fm福岡営業所兼スタジオ（C棟3階・スタジオ見学不可）

港湾施設
- 博多埠頭第2ターミナル（2号上屋）

九州郵船の壱岐・対馬（厳原）航路フェリー「フェリーちくし」「フェリーきずな」および比田勝（上対馬）航路フェリー「うみてらし」、野母商船の五島航路フェリー「太古」などが発着する。
- 博多ポートタワー

全高100m。展望室の高さは70m。入出港船舶の動静を把握し、博多港VHF海岸局「博多ポートラジオ」を設置して船舶に必要な情報を提供。展望室からは博多湾ならびに福岡市が一望できる。
- 博多港ベイサイドミュージアム

博多港の役割を紹介する施設。コンテナクレーンの操作を体験できる。また古代から現代までの貿易船の模型や、博多港からの輸出品を展示。当初は第1ターミナル内にあったが、2007年9月30日に博多ポートタワー1階に移転。
- 1号上屋

商業施設
- みなと温泉「波葉の湯」

自己破産したベイサイドシティ株式会社が運営していたスーパー銭湯「博多一番風呂」を改装し、2008年11月28日に開業。ちなみに同地は福岡放送（FBS）の初代本社があった（1968年～1979年）。
公共施設
- サンセットパーク（博多埠頭緑地）

博多埠頭突端の公園。
- 博多埠頭交番
- 駐車場
  - ベイサイドパーキング第1・第2
  - 市営築港駐車場(JR九州レンタカー＆パーキングに運営委託)

神社
- 櫛田神社浜宮

博多総鎮守櫛田神社の浜宮。博多祇園山笠ではここで棒洗いが行われる。

## かつて存在した施設
- ビッグエア福岡

1年中スノーボード滑走が可能な屋内スノーボード場（インドアゲレンデ）。幅30m・長さ60mのゲレンデ内はマイナス3度に保たれたほか、カフェやギャラリースタンドも備えていた。2009年7月20日に閉店。

## 経営破綻問題
ベイサイドプレイスは博多港湾再開発の一環として計画された。1988年に福岡市5%、博多港開発（第三セクター）10%、福岡商事10%、西日本不動産開発10%、福岡地所10%のほか、九州電力など地場企業の出資により資本金4億円で「サン・ピア博多」が設立され、1991年6月にベイサイドプレイス博多がオープンする。社長は歴代福岡市職員OBが務め、開業当時は年間来場者数400万人超の市内有数の集客施設であった。
しかし、交通アクセスの悪さに加え、シーサイドももちや市内大型商業施設と競合し来場者が減少するなどの要因のため、2000年3月期まで継続して赤字経営となっていた。2002年11月、ベイサイドシティ（株）が運営する大型温浴施設「博多一番風呂」や飲食店「博多屋台街」などが開業して年間来場者数が300万人台を回復するものの2005年6月、急速な経営多角化による影響から同社が自己破産を申請。同社がベイサイドプレイスで経営する店舗は全25店中5店、床面積にして4分の1を占めており、収入源の7割をテナント収入に頼るサン・ピア博多にとって経営上の打撃をこうむった結果2005年9月、民事再生法の適用を福岡地裁に申請し受理された。負債総額はおよそ39億円（うち金融債務は33億円）で、福岡市からの融資3億4,000万円は債権放棄となった。また、福岡市が出資する第三セクターで初の破綻となったが、この破綻は福岡オリンピック構想への批判でも言及され、山崎市政不信任に繋がる1つとなった。
破綻後、サン・ピア博多の資産は九電工に売却され負債の整理に当てられることとなる。九電工は六本木ヒルズなどを手がける森ビル系列の森ビル都市企画と共同で商業アミューズメント施設を運営することを計画していたが頓挫。そののち地元の農水産物を取り扱う市場やレストランを中核として2010年3月にリニューアルオープン。この再生計画に経営再建中の民放FMラジオ局・cross fmが加わることになり、再開に併せ岩田屋天神本店新館1階に設けていた天神きらめき通りスタジオを廃止してベイサイドプレイスに移設した。2010年7月にはベイサイドプレイスの利用促進や周辺エリアの整備を進めるため、地場の有力企業などによる「ベイサイドプレイス博多協力会」が設立された。

## 交通
- 西日本鉄道（西鉄バス） 博多埠頭バス停
- 福岡都市高速 築港ランプ（東部・南部方面）・天神北ランプ（西部方面）
- 福岡市営渡船

#### 広報資料・プレスリリースなど一次資料
1. ↑  水上バス休止のお知らせ
2. ↑  ベイサイドプレイス博多協力会 設立について